# Phrynarachne melloleitaoi
Phrynarachne melloleitaoi là một loài nhện trong họ Thomisidae.
Loài này thuộc chi Phrynarachne. Phrynarachne melloleitaoi được Roger de Lessert miêu tả năm 1933.